# Bromeliagrion rehni
Bromeliagrion rehni là loài chuồn chuồn trong họ Coenagrionidae. Loài này được Garrison mô tả khoa học đầu tiên năm 2005.